# Gulo (género)
Gulo és un género de carnívoros de la familia Mustelidae. Contiene un solo representante vivo, el glotón (G. gulo), así como varias especies extintas. El registro fósil indica que este grupo probablemente se originó en América del Norte y se extendió a Eurasia durante el Plioceno. El P2 está reducido. El P4 es robusto y tiene tres raíces. Los molares superiores son más pequeños que en otros Guloninae. En general, los dientes están adaptados a una dieta hipercarnívora.